# Garancières-en-Drouais
Garancières-en-Drouais è un comune francese di 303 abitanti situato nel dipartimento dell'Eure-et-Loir nella regione del Centro-Valle della Loira.

## Società

### Evoluzione demografica
Abitanti censiti